# Sondersdorf
Sondersdorf – miejscowość i gmina we Francji, w regionie Grand Est, w departamencie Górny Ren.
Według danych na rok 1990 gminę zamieszkiwało 300 osób, a gęstość zaludnienia wynosiła 36 osób/km² (wśród 903 gmin Alzacji Sondersdorf plasuje się na 592. miejscu pod względem liczby ludności, natomiast pod względem powierzchni na miejscu 305.).